# East Lake (sjö i Kina)
East Lake är en sjö i Kina. Den ligger i provinsen Hubei, i den centrala delen av landet, nära eller i provinshuvudstaden Wuhan. East Lake ligger 20 meter över havet. Arean är 24,4 kvadratkilometer. Trakten runt East Lake består i huvudsak av gräsmarker. Den sträcker sig 8,1 kilometer i nord-sydlig riktning, och 11,5 kilometer i öst-västlig riktning.
Genomsnittlig årsnederbörd är 1 631 millimeter. Den regnigaste månaden är juli, med i genomsnitt 255 mm nederbörd, och den torraste är december, med 20 mm nederbörd.